# Vilém Rusz
Vilém Rusz [vilém ruš] (* listopad 1941) je bývalý český fotbalový útočník.

## Hráčská kariéra
V československé lize hrál za Třinecké železárny při jejich první účasti v nejvyšší soutěži, aniž by skóroval. Zasloužil se o postup ze druhé ligy (1962/63).

### Prvoligová bilance
| Ročník             | Zápasy | Góly | Minuty | Klub         |
| ------------------ | ------ | ---- | ------ | ------------ |
| I. liga 1963/64    | 2      | 0    | 135    | TJ TŽ Třinec |
| CELKEM I. ČS. LIGA | 2      | 0    | 135    |              |